# 高溴酸钠
高溴酸钠是一种无机化合物，化学式为NaBrO4。它可由溴酸钠和氟气在碱性条件中反应得到。高溴酸和氢氧化钠的中和反应也能制备高溴酸钠。它可以形成单斜晶系的一水合物。